# Callao
Callao (auch El Callao) ist eine Region und Hafenstadt in Peru mit 1.129.854 Einwohnern (Stand 30. Juni 2020, Fortschreibung der Ergebnisse der Volkszählung 2017) und einer Fläche von 146,98 km².

## Verwaltungsgliederung der Region Callao
Obwohl Callao mit Lima eine urbane Einheit bildet, ist es doch politisch eine separate Region Perus. Verwaltungstechnisch besteht die Region Callao aus der Provinz Callao (Provincia constitucional del Callao).
Die sieben Distrikte (Distritos) der Region Callao sind:
| Distrikt                   | Verwaltungssitz            |
| -------------------------- | -------------------------- |
| Bellavista                 | Bellavista                 |
| Callao                     | Callao                     |
| Carmen de la Legua-Reynoso | Carmen de la Legua-Reynoso |
| La Perla                   | La Perla                   |
| La Punta                   | La Punta                   |
| Mi Perú                    | Mi Perú                    |
| Ventanilla                 | Ventanilla                 |

- unbewohnte Inseln (Isla San Lorenzo und Nebeninseln)

## Geographie
Vor der Küste liegen mehrere unbewohnte Inseln, La Isla San Lorenzo, Isla El Frontón, die Islas Cavinzas und die Islas Palomino. Zu den beiden letzteren Inseln führen Touren. Sie sind die Heimat von Seelöwen (etwa 8000) sowie etwa 160 Humboldt-Pinguinen und Seevögeln.

## Geschichte

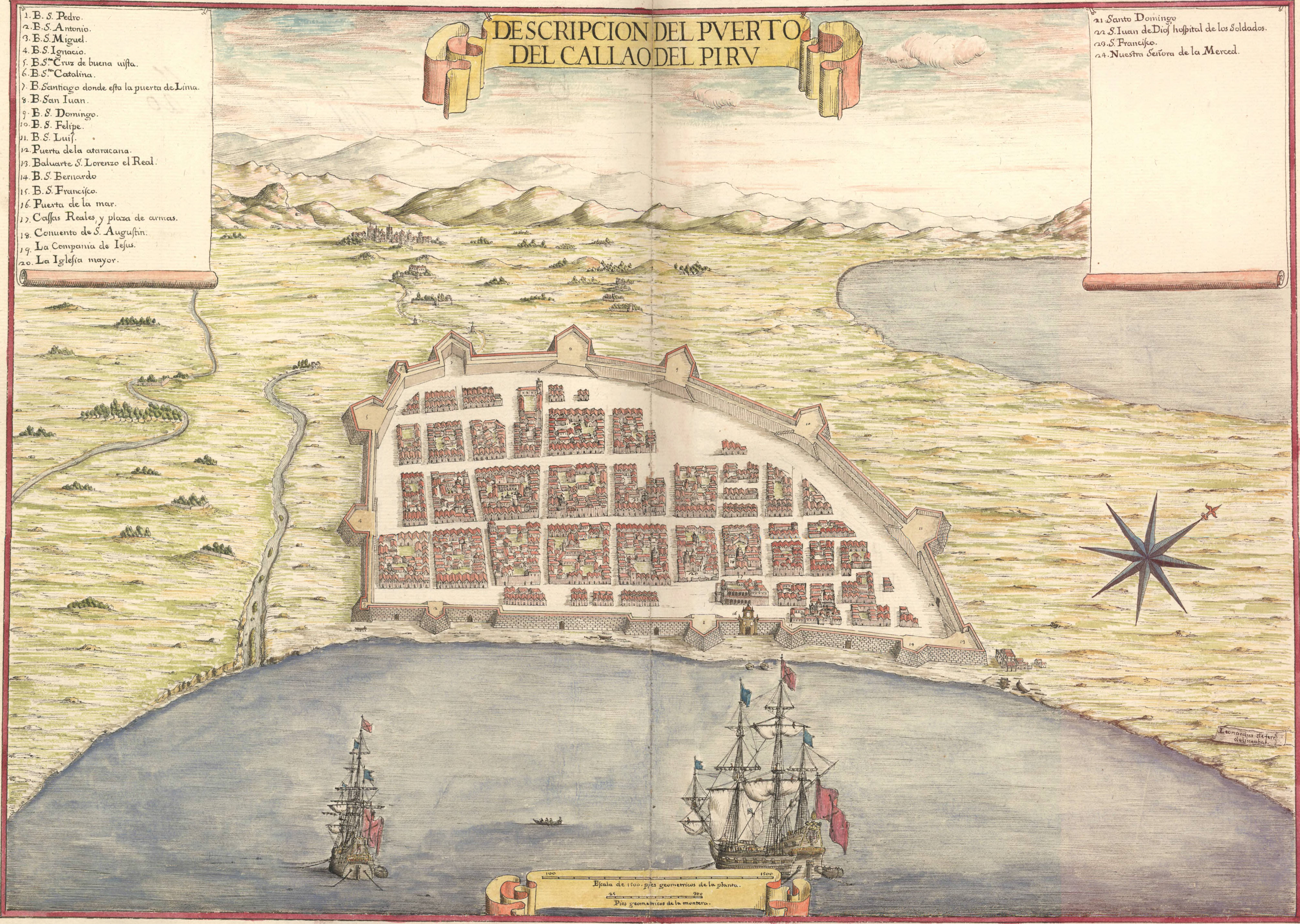
Karte von Callao 1655

Callao wurde 1537 von Francisco Pizarro an der Callao-Bucht gegründet und wurde schnell der wichtigste Hafen für den spanischen Handel am Pazifik. Während der Zeit des Vizekönigtums wurden viele Güter aus den Gebieten von Peru, Bolivien und Argentinien per Maultier über die Anden gebracht und über den Hafen von Callao nach Panama verschifft, wo sie über den Landweg an das Karibische Meer kamen und von dort über den Atlantik nach Spanien verschifft wurden.
Im 16. Jahrhundert war der Hafen Ausgangspunkt vieler spanischer Expeditionen in den Pazifikraum, wurde allerdings auch mehrfach von verschiedenen englischen und niederländischen Freibeutern angegriffen, unter anderem Francis Drake, Tom Cavendish, Jorg Spitberg und Jacob Clerk. Am 28. Oktober 1746 verheerten ein schweres Erdbeben und ein dadurch verursachter Tsunami Hafen und Stadt und töteten schätzungsweise 5000 Menschen, nur 200 Einwohner überlebten die Naturkatastrophe.
Der Vizekönig José Manso de Velasco ließ die Stadt wiederaufbauen und gleichzeitig eine Festung (Fortaleza de Real Felipe) errichten, die an der Küste über dem Hafen zum Schutz desselben steht.
Während der südamerikanischen Befreiungskriege gegen Spanien war Callao stark umkämpft. Im September 1823 landeten Simón Bolívar und Antonio Sucre mit einem großkolumbianischen Heer in Callao, um der bedrängten peruanischen Republik zur Hilfe zu kommen. Nach der Kapitulation des spanischen Vizekönigs José de la Serna nach der Schlacht bei Ayacucho am 9. Dezember 1824 schloss sich der spanische Brigadier Rodil mit Resten der spanischen Truppen im Fort Real Felipe ein und verweigerte die Übergabe. Die Festung in der Bucht von Callao war damit die letzte spanische Bastion auf dem südamerikanischen Kontinent. Die entbehrungsreiche Belagerung dauerte fast 14 Monate. Da aus Spanien entgegen den anfänglichen Hoffnungen Rodils keine weiteren Verstärkungen eintrafen, mussten sich die 400 letzten königstreuen Soldaten am 22. Januar 1826 den republikanischen Belagerern ergeben. Damit endete die spanische Präsenz in Südamerika.
1851 wurde die erste Eisenbahnstrecke überhaupt in Südamerika zwischen Callao und Lima errichtet.

Die spanische Panzerfregatte Numancia 1865 im Hafen von Callao

Vor dem Spanisch-Südamerikanischen Krieg (1865–1871) hatte die spanische Flotte den Hafen von Callao ab dem 14. April 1864 blockiert, was den peruanischen Guano-Export zum Erliegen brachte. Peru schloss sich am 5. Dezember 1865 Chile an, welches bereits einige Monate vorher Spanien den Krieg erklärt hatte. Am 2. Mai 1866 entschloss sich der spanische Admiral Méndez Núñez zum Beschuss von Callao. Die Stadt konnte sich dank 96 Kanonen allerdings gut verteidigen, so dass die Spanier viele Tote und beschädigte Schiffe zu beklagen hatten. Nach dem Beschuss, bei dem auch der peruanische Verteidigungsminister starb, endeten die aktiven Kriegshandlungen, die spanische Flotte zog sich auf die Philippinen zurück.
Im Salpeterkrieg blockierte die chilenische Marine ab dem 10. April 1880 den Hafen der Stadt. Die Stadt wurde am 17. Januar 1881 von chilenischen Truppen besetzt.
Am 24. Mai 1940 wurde die Stadt von einem weiteren schweren Erdbeben heimgesucht.
Am 28. April 1947 startete Thor Heyerdahl von Callao aus zu seiner ersten Expedition mit der Kon-Tiki.
An der Küste gelegen ist das Colegio Militar Leoncio Prado, eine peruanische Militärschule, die auch eine tragende Rolle in dem Roman La Ciudad y los Perros (1962, deutsch Die Stadt und die Hunde) des peruanischen Schriftstellers Mario Vargas Llosa spielte.
Heute beherbergt Callao ein Militärgefängnis der peruanischen Marine, in dem unter anderem der Führer der Rebellengruppe Sendero Luminoso Abimael Guzmán (bis zu seinem Tode 2021), der Anführer der MRTA Victor Polay und der wegen Korruption verurteilte ehemalige Chef des Sicherheitsdienstes unter Präsident Alberto Fujimori Vladimiro Montesinos inhaftiert sind.
1966 wurde die Technische Nationale Universität von Callao gegründet.
Im April 1967 wurde das römisch-katholische Bistum Callao durch Papst Paul VI. errichtet.

## Wirtschaft

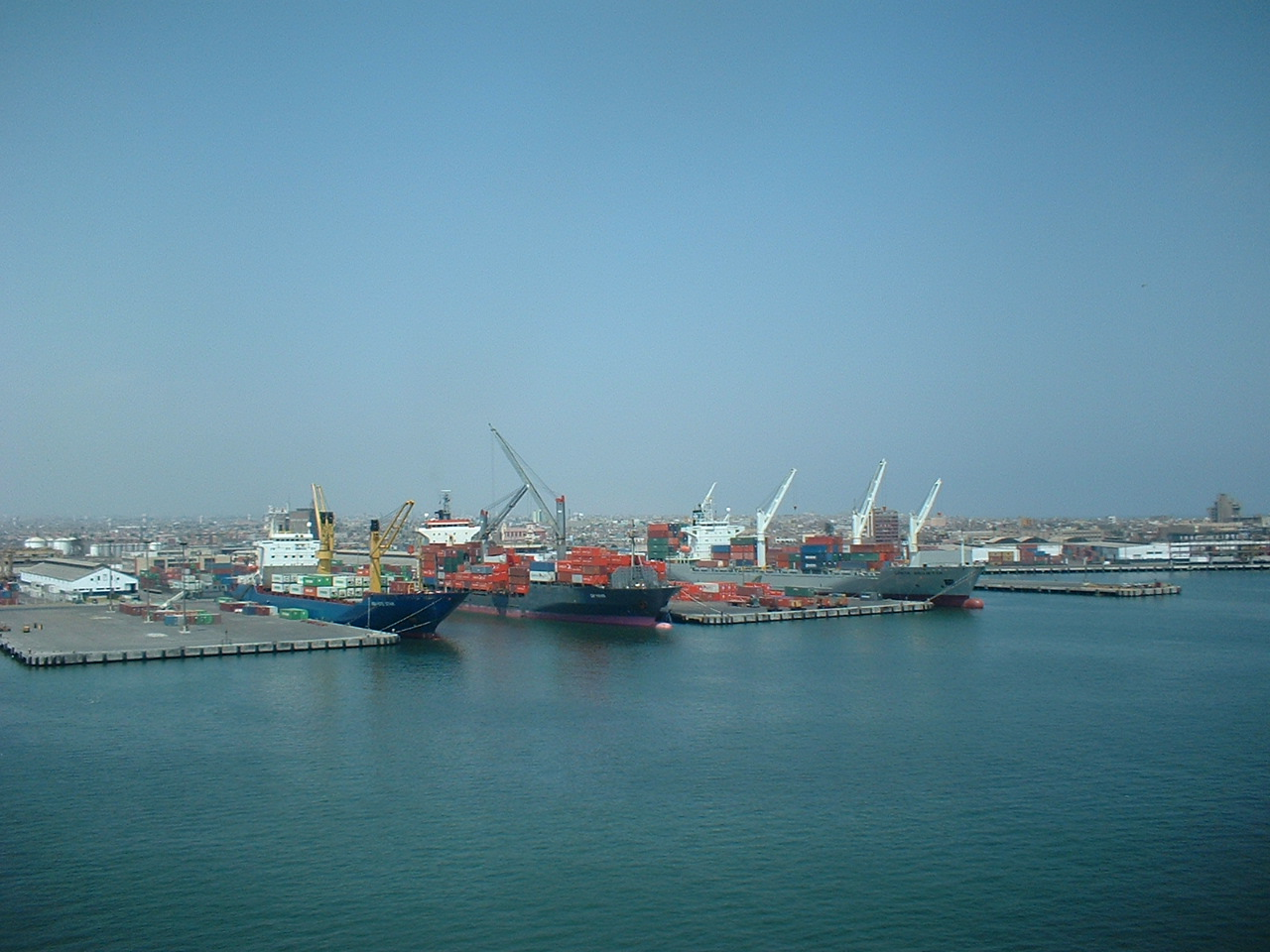
Containerpiers in Callao

Produziert werden in der Stadt unter anderem petrochemische Erzeugnisse, Düngemittel, Textilien und Lederwaren.
Callaos Hafen ist einer der bedeutendsten Fischerei- und Handelshäfen Südamerikas und bewältigt 75 % der Im- und Exporte Perus. Außerdem besitzt er ausgedehnte Kühlhaus-Kapazitäten und mehrere Trockendocks. Die Realisierung des San Lorenzo Hub Port würde die Wirtschaft Callaos weiter stärken.
Wichtigste Exportgüter des Hafens sind Erdöl, Kupfer, Eisen, Silber, Zink, Blei, Baumwolle, Zucker und Kaffee.

## Verkehr
Callao und sein Hafen sind Ausgangspunkt der Bahnstrecke Lima–La Oroya, die fast ausschließlich Güterverkehr aufweist. Lediglich saisonal verkehrt alle zwei Wochen ein touristischer Zug über die Strecke. Zwischen Callao und Lima entstand die erste Bahnstrecke in Südamerika. Sie wurde am 17. Mai 1851 in Betrieb genommen und war 13 km lang. Deren Trasse ist nicht identisch mit der der heutigen Bahnstrecke Lima–La Oroya. 

## Verschiedenes

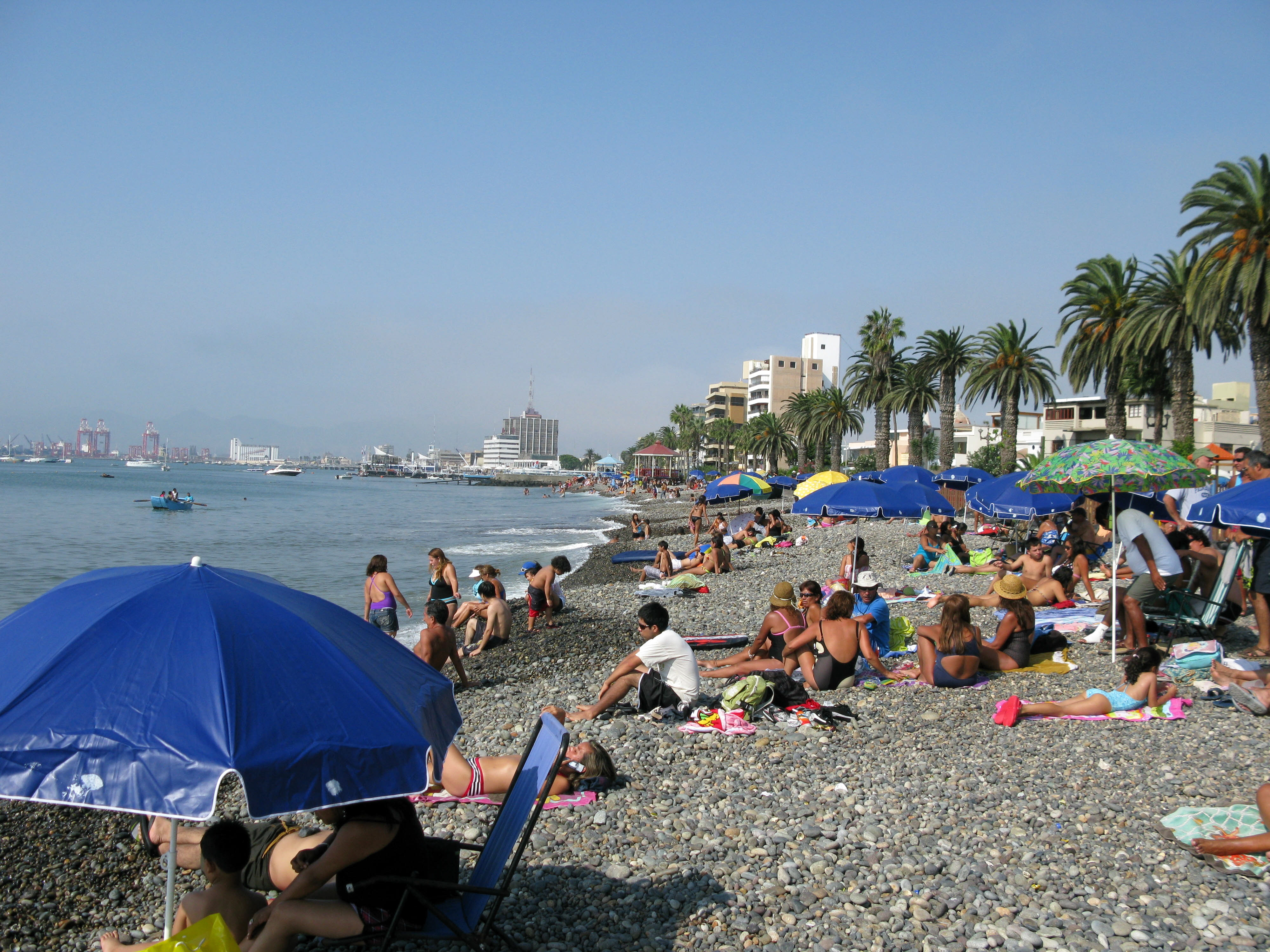
Strand

- in Callao befindet sich auch der Flughafen von Lima
- Die Eigenbezeichnung der Einwohner lautet Chalaco
- Im Ausland bekannt ist der Ausruf Chim Pum Callao, der die Freude und Stolz zu Callao ausdrückt. Manchmal wird dieser Ausruf gar mit dem ganzen Land Peru in Verbindung gebracht.
- Die peruanische Marine betreibt in der Region Callao in den Bezirken La Punta und Callao je eine Freizeiteinrichtung für ihre Offiziere und deren Familien (Centro Naval).
- Die erfolgreichste Fußballmannschaft Callaos sind die am 28. Juli 1927 gegründeten Sport Boys, die ihre Heimspiele im Estadio Miguel Grau absolvieren.

## Städtepartnerschaften
- Santa Fe, Argentinien (seit 1997)
- Oakland, Vereinigte Staaten (seit 2010)[4]
- Panama-Stadt, Panama (seit 2011)[5]
- Acapulco, Mexiko (seit 2013)

## Söhne und Töchter der Stadt
- Alfonso de Silva (1902–1937), Komponist
- Pablo Pacheco (1908–1982), Fußballspieler
- Segundo Castillo (1913–1993), Fußballspieler
- César Peñaranda (1915–2007), Radrennfahrer
- Yma Sumac (1922–2008), Sängerin
- Óscar Avilés (1924–2014), Sänger und Gitarrist, Komponist und Arrangeur („La Primera Guitarra del Perú“)
- Lorenzo León Alvarado (1928–2020), Ordensgeistlicher und römisch-katholischer Bischof von Huacho
- Pedro Mathey (1928–1985), Radrennfahrer
- José Hugo Garaycoa Hawkins (1930–2018), Geistlicher und römisch-katholischer Bischof von Tacna y Moquegua
- Lucho Barrios (1935–2010), Musiker und Sänger
- Luis Abilio Sebastiani Aguirre (1935–2020), Ordensgeistlicher und römisch-katholischer Erzbischof von Ayacucho o Huamanga
- Santiago Acasiete (* 1977), Fußballspieler
- Claudio Pizarro (* 1978), Fußballspieler
- Carlos Zambrano (* 1989), Fußballspieler
- Paolo Hurtado (* 1990), Fußballspieler
- Kevin Ortega (* 1992), Fußballschiedsrichter
- Jhilmar Lora (* 2000), Fußballspieler
- Jesús Castillo (* 2001), Fußballspieler